# Meyenburg
Meyenburg är en småstad i Tyskland, belägen i Landkreis Prignitz i nordvästra Brandenburg, omkring 130 km nordväst om Berlin och 95 km söder om Rostock. Stadskommunen har cirka 2 100 invånare och utgör förvaltningssäte för kommunalförbundet Amt Meyenburg, där även grannkommunerna Gerdshagen, Halenbeck-Rohlsdorf, Kümmernitztal och Marienfliess ingår.

## Geografi
Meyenburg ligger vid den södra stranden av floden Stepenitz, en biflod till Elbe. Kommunen ligger vid Brandenburgs norra gräns mot förbundslandet Mecklenburg-Vorpommern.

## Näringsliv
Den viktigaste arbetsgivaren i Meyenburgtrakten är möbelfabriken Mayenburger Möbel Werk med omkring 400 anställda, som bland annat tillverkar delar av bokhyllesystemet Billy åt Ikea.

## Kultur och sevärdheter
- Meyenburgs slott, med slottsmuseum, modemuseum, bibliotek och slottspark.
- Den luthersk-evangeliska församlingskyrkan, ursprungligen i sengotisk stil, med ett fristående tegeltorn uppfört 1848-1850.
- Minnesmärke uppfört 1946/47 på Wilhelmsplatz till minne av motståndet mot Nazityskland.
- Minnessten från 1948 vid det katolska Mariakapellet till minne av offern för dödsmarscherna för koncentrationslägerfångar i april 1945.
- Minnesmärke vid krigsgravarna på kyrkogården till minne av krigets offer.

## Kommunikationer
Av flera tidigare regionala järnvägslinjer i området är idag endast anslutningen till Neustadt (Dosse) öppen för persontrafik. Denna trafikeras av Eisenbahngesellschaft Potsdam med regionaltåg.
Genom staden passerar Bundesstrasse 103 (Warnemünde - Kyritz) i nord-sydlig riktning. Via denna kan man nå de närmaste motorvägarna, söderut A24 mot Berlin och Hamburg, och norrut A19 mot Rostock.